# Cratere Fonteia
Fonteia è un cratere sulla superficie di 4 Vesta.